# Hettyei János
Hettyei vagy Hetyei János (Sümeg, 1798. december 1. – Letenye, 1855. június 11.) zalai ügyvéd, amatőrcsillagász. A forrásokban neve Hetyei János, Hetyey János, Hettyei János, Hettyey János, Makkos Hetyei-Hetyey János, Joannes Hetyei, Joannes Hetyey, Joannes Hetyeӳ de aMakkos Hetye, Joanni Hetyeӳ de aMakkos Hetye, Samuel Hetyei Joannes alakokban is előfordul. Az először 1067-ben, Salamon király uralkodása alatt említett Hetyei család tagja. Apja (Joannes) Hetyei János Sümegen élő katolikus nemes, anyja Balogh Anna. Jelentősek a tűzgömbökkel és napfogyatkozásokkal kapcsolatban összegyűjtött és közzétett néprajzi vonatkozású leírásai. Az állatövi fény első ismert magyar megfigyelője.

## Élete
Szegény nemesi családba született. Kb. 1804-1812 között végezte az elemi iskolát Sümegen, amely akkor még Zala megyéhez tartozott. Ezután a kőszegi hatosztályos királyi gimnáziumban folytatta tanulmányait, amely az 1814/15-ös tanévtől Benedek-rendi gimnázium lett fenntartóváltással, ahol tanulmányi eredményeinek kitűnő minősítése volt. Ezután szerzetesjelölt lehetett, mert életrajzi adatai szerint 1822-ben távozott önként a bencések rendjének bakonybéli rendházából a világi életbe. 1819-1821 között Pannonhalmán, 1821/22-ben Bakonybélben tanult. Itt oktattak egyebek mellett csillagászatot is neki, tanárai között ugyanis megtaláljuk "Czináry Mór OSB az asztrológia és filozófia doktora; a természettan és természetrajz, mezőgazdaság professzora, Vekerley Godefrid OSB az asztrológia és filozófia doktora" bencés szerzetes-tanárokat. (A korábbi időkben gyakran nevezték a csillagászatot latinul astronomia helyett vagy mellett astrologiának is, de természetesen a bencéseknél nem csillagjóslást oktattak.) A következő években a Győri Királyi Jogakadémián tanult 1826 körül, közben ösztöndíja mellett házitanítóskodásból tartotta fenn magát. 1829-ben táblabírónak nevezték ki, 1831-ben megkapta ügyvédi diplomáját. Sümegen, majd 1837-1839 között Mihályfán, azután Zalaegerszegen (akkoriban még csak Egerszeg) lakott. Kb. 1854-ben Pacsára költözött. 1845-48 között Zala vármegye tiszteletbeli alügyészének tisztségét töltötte be. Az 1848-49-es szabadságharcban önkéntes nemzetőr volt. A politikában kezdetben Deák Ferencet támogatta, aki ajánlóleveleivel segítette előbbre jutását, később azonban népoktatási kérdésekben szembekerültek egymással.
Csillagászati megfigyelései többségét Mihályfáról végezte az 1837-1839 közötti években, majd Zalaegerszegről végzett csillagászati megfigyeléseket távcsöveivel (két távcsövéről van tudomásunk, de egyiknek az adatai sem maradtak fenn). 
1842. július 8-án megfigyelte a Magyarország egyes részeiről teljesnek látszó napfogyatkozást Zalaegerszegről, valamint a zalaegerszegi vármegyeházáról távcsővel be is mutatta az érdeklődőknek a jelenséget. E csillagászati megfigyelése, és különösen az általa a környékről összegyűjtött, napfogyatkozással kapcsolatos néprajzi leírásai jelentősek, és a mai napig idézik (pl. ifj. Bartha Lajos in: Meteor 29. 1999. jan. 1.(271.) sz. p. 8.).
1843-ban figyelte meg Zalaegerszegről az állatövi fény jelenségét, amit először ő írt le magyarul, így annak első hazai megfigyelőjének tekinthetjük.
1837-1843 között kilenc különböző témájú csillagászati cikke jelent meg magyarországi korabeli lapokban, köztük egy 1837. júliusi nagy tűzgömbről, amit Mihályfáról észlelt. A tűzgömbök, meteorok kapcsán összegyűjtött néprajzi leírásai szintén forrásértékűek. Különösen jelentősek Argelander és Bessel, a kor vezető német csillagászai eredményeinek magyar nyelven történő ismertetése.
Magyar anyanyelve mellett latinul, görögül, németül, franciául és olaszul beszélt.
Emlékét őrzi a Hettyei János Díj. 

## Művei
- Hetyei János: Legujabb lég-tünemény. Társalkodó 6. 1837. első fele Január’ 14. 4. sz. p. 16.
- Hetyei János: A’ csillagi-rendszer (Systema Stellare) felfödöztetik. Társalkodó 6. 1837. első fele junius’ 7. 45. sz. pp. 177-179.
- Hetyei János: A’ csillagi-rendszer felfödöztetik. (Folytatása.) Társalkodó 6. 1837. első fele junius’ 10. 46. sz. pp. 181-183.
- Hetyei János: A’ csillagi-rendszer felfödöztetik. (Vége.) Társalkodó 6. 1837. első fele junius’ 17. 48. sz. pp. 189-191.
- Hetyei János: A’ feltalált csillagi-rendszer’ alkalmazása. Társalkodó 7. 1838. első fele martzius’ 24. 24. sz. pp. 90-91.
- Hetyei János: A’ feltalált csillagi-rendszer’ alkalmazása. (Vége.) Társalkodó 7. 1838. első fele martzius’ 28. 25. sz. pp. 93-96.
- Hetyei János: A’ Hold’ nagy udvarának nemzőoka a’ gőzdagály és apály. Társalkodó 8. 1839. első fele martius’ 6. 19. sz. pp. 73-74.
- Hetyey János: A’ jul. 8ki napfogyatkozásról. Társalkodó 11. 1842. julius’ 20. 58. sz. p. 231.
- Hetyey János: Gönczöli fény, ’s udvar. Társalkodó 12. 1843. aprilis 30kán 34. sz. pp. 137-138. "Mit állatköri fénynek (lumen zodiacale) hivnak, az mutatta az idén több tüneményeivel együtt magát leginkább mart. 17. ’s 18kán;...